# Fischlohe
Fischlohe ist ein Gemeindeteil der Gemeinde Mehlmeisel im Landkreis Bayreuth (Oberfranken, Bayern). Fischlohe liegt in der Gemarkung Mehlmeisel.

## Geografie
Die Einöde bildet mit Richardsfeld im Osten und Mehlmeisel im Norden eine geschlossene Siedlung. Diese liegt im Fichtelgebirge in einer Rodungsinsel.

## Geschichte
Das erste Gütl wurde Ende des 18. Jahrhunderts von der Familie Ehlich erbaut. Infolge des Ersten Gemeindeedikts wurde Fischlohe dem 1812 gebildeten Steuerdistrikt Mehlmeisel und der Ruralgemeinde Mehlmeisel zugewiesen.

### Einwohnerentwicklung
| Jahr      | 001819 | 001824 | 001861 | 001871 | 001885 | 001900 | 001925 | 001950 | 001961 | 001970 | 001987 |
| Einwohner | 5      | 4      | 15     | 9      | 9      | 5      | 4      | 11     | 7      | 3      | 6      |
| Häuser    |        | 1      |        |        | 1      | 1      | 1      | 1      | 1      |        | 1      |
| Quelle    | [ 9 ]  | [ 6 ]  | [ 10 ] | [ 11 ] | [ 12 ] | [ 13 ] | [ 14 ] | [ 15 ] | [ 16 ] | [ 17 ] | [ 1 ]  |

## Religion
Fischlohe ist katholisch geprägt und war ursprünglich nach St. Ägidius (Ebnath) gepfarrt. Seit 1907 ist die Pfarrei St. Johannes Baptist (Mehlmeisel) zuständig.